# Eureka (filme de 1983)
Eureka (bra: Eureka) é um filme americano-britânico de 1983, do gênero drama policial, dirigido por Nicolas Roeg.
Na época do lançamento, especulou-se que o enredo teria se inspirado no caso real do assassinato de Harry Oakes, ocorrido nas Bahamas em 1943, mas tanto o diretor quanto o roteirista Mayersberg refutam essa possibilidade, apesar das várias semelhanças.

## Sinopse
Em 1925, após anos de solidão, explorador de petróleo no Ártico fica rico ao encontrar uma mina de ouro. Quase 20 anos depois ele desfruta da riqueza numa ilha, mas tem problemas com a mulher alcoólatra.

## Elenco
- Gene Hackman... Jack McCann
- Theresa Russell... Tracy McCann Maillot Van Horn
- Rutger Hauer... Claude Maillot Van Horn
- Jane Lapotaire... Helen McCann
- Mickey Rourke... Aurelio D'Amato
- Ed Lauter... Charles Perkins
- Joe Pesci... Mayakofsky
- Joe Spinell... Pete
- Corin Redgrave... Worsley